# Кириченко Степан Андрійович
Кириче́нко Степа́н Андрі́йович (27 березня [9 квітня] 1911, с. Чоповичі — 30 квітня 1988, Київ) — український живописець, графік, художник монументально-декоративного мистецтва, заслужений діяч мистецтв УРСР (1963), народний художник УРСР (1981).

## Біографія
Народився в селі Чоповичі (нині Малинський район, Житомирська область, Україна) в українській сільській християнській родині Андрія Ігнатійовича і Варвари Кириченків.
Потяг до мистецтва у Степана Кириченка проявився в ранньому дитинстві під впливом старшого брата Івана.
З 1934 по 1941 рік навчався в Київському художньому інституті у відомих художників Ф. Кричевського, А. Тарана та М. Рокицького.
З 1942 року брав участь у республіканських, всесоюзних і зарубіжних виставках. Його мозаїка «Україна» експонувалася на Всесоюзній художній виставці в Москві, а також 1958 року на Всесвітній виставці в Брюсселі, де була відзначена срібною медаллю. Разом з іншими колегами брав участь у монументально-декоративному оформленні Всесоюзної сільськогосподарської виставки в Москві (розпис Головного павільйону та павільйону УРСР, 1952–1955).
Помер 1988 року у Києві.
Твори зберігаються у ДТГ, Національному художньому музеї України, Національному музеї Т. Шевченка та Севастопольському художньому музеї.

## Твори

### Мозаїки
- Пандус біля підніжжя пам'ятника М. Ватутіну в Києві (1946—1947),
- Портрет Кобзаря (1940);
- В. І. Ленін (1947),
- Урожай (1957, у співавторстві),
- триптих «Наша дума, наша пісня» (1959—1960, у співавторстві),
- Радянська Україна (1960, у співавторстві),
- мозаїки в курзалі санаторію «Миргород» у Миргороді (1972—1976, у співавт. з Н. Клейн),
- мозаїка на фасаді Будинку культури села Конельські хутори (з художніми елементами мозаїчного панно «Украінська пісня») (1976)
- мозаїка в Морському порту в Ізмаїлі (1978, у співавторстві)
- мозаїка в Палаці культури в с. Шевченкове Кілійського р-ну Одес. обл. (1978, у співавторстві).
- мозаїки на фасаді Будинку культури в смт Лисянка, Черкаської обл. (1981—1982, спільно з Оленою Степанівною Кириченко).
- мозаїчні панно на станції «Червоноармійська» (нині «Палац „Україна“», 1984, спільно з Романом Кириченко) Київського метрополітену, 2015 року панно приховано[1].

### Панно
- Українська пісня на вул. Б. Хмельницького, 26 у Києві (1967)
- Україна (1969, с. Мрин Носівського р-ну Черніг. обл.) — на будівлі сільського будинку культури. Для художника прототипом образу дівчини-українки для зображення на панно послужила мринчанка Тамара Чекан (після одруження — Мєх). Художник особисто відвідав батьків дівчини з проханням, аби вони дозволили їй позувати для цього панно. Будинок культури був урочисто відкритий у 1970 році до 100-річного ювілею Леніна.
- Лісова пісня (1970—1971, парк у Ялті, у співавторстві).

## Нагороди
- Заслужений діяч мистецтв України (1963);
- Народний художник УРСР (1981);
- Орден Трудового Червоного Прапора;
- Срібна медаль на Всесвітній виставці в Брюсселі (1958)

## Громадянська позиція
Підписав громадський лист (1968) на ім'я Леоніда Брежнєва, Олексія Косигіна та Миколи Підгорного з вимогою припинити практику протизаконних політичних судових процесів.

## Зображення

Мозаїчний килим біля підніжжя пам'ятника генералові Ватутіну
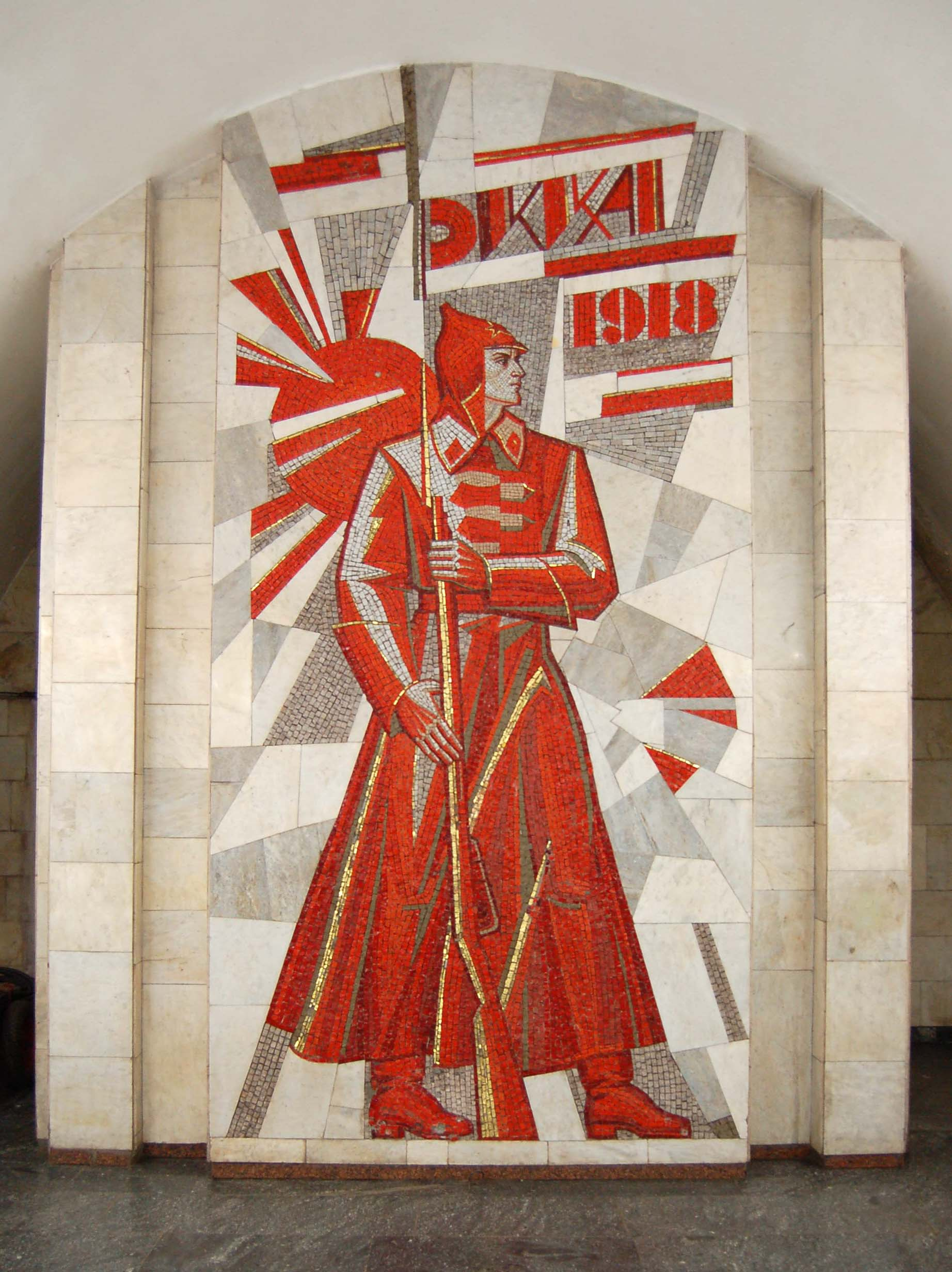
Мозаїчне панно у торці центрального залу станції метро «Палац „Україна“»
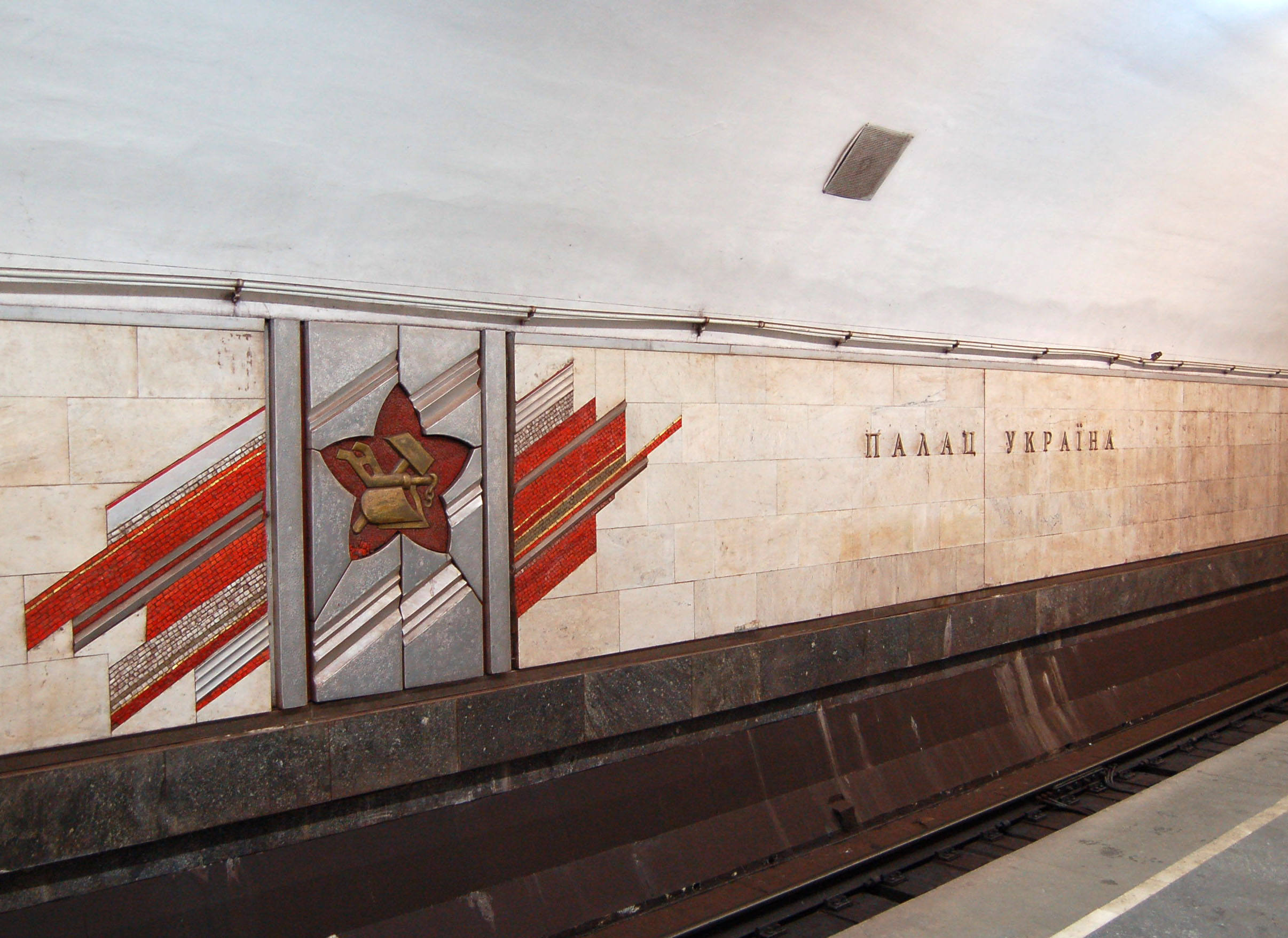
Панно на колійній стіні станції